# Вязовский, Григорий Андреевич
Григорий Андреевич Вязовский (укр. Григорій Андрійович В’язовський; 2 февраля 1919, Полтавка, Херсонская губерния — 25 февраля 1996, Одесса) — советский и украинский литературовед, теоретик литературы, исследователь психологии художественного творчества. Педагог. Доктор филологических наук (1967), профессор (1970). Член Национального Союза писателей Украины (1962).

## Биография
Родился 2 февраля 1919 года в селе Полтавка (ныне Баштанка Баштанского района Николаевской области) в крестьянской семье.
В 1934 году с семьёй переехал в город Кривой Рог, где окончил школу на руднике имени Карла Либкнехта.
В 1938 году поступил на филологический факультет Одесского университета. Учёбу прервала Великая Отечественная война.
В 1942—1944 годах — курсант Харьковского Краснознамённого военного училища химической защиты Красной армии (КХВУХЗКА). Воевал в составе войск 1-го Украинского фронта, 1031-й стрелковый полк 280-й стрелковой дивизии, 296-я отдельная рота химической защиты. Капитан. За участие в Великой Отечественной войне был награждён несколькими орденами и медалями.
После войны до 1947 года продолжил обучение в Одесском университете. В 1950 году окончил аспирантуру при кафедре украинской литературы. Кандидат наук с 1954 года.
С 1957 года заведовал кафедрой украинской литературы Одесского университета, параллельно работал в Украинском драматическом театре имени Октябрьской революции (ныне Одесский академический украинский музыкально-драматический театр им. В. Василько) в должности заведующего литературной частью.
В 1955—1957 годах — главный редактор альманаха «Литературная Одесса» и сборника «Горизонт» (1975). С 1962 года был проректором Одесского университета по учебной работе. В 1967 году защитил докторскую диссертацию в Киевском университете. С 1967 года возглавлял созданную им в Одесском университете кафедру теории и методики преподавания литературы.

## Научная и творческая деятельность
Начало его литературной деятельности относится к 1939 году, когда были опубликованы первые стихи. После войны работал, главным образом, как критик и литературовед. Кроме статей в прессе и литературоведческих сборников, отдельными изданиями вышел ряд трудов.
Занимался научными исследованиями вопросов теории литературы, психологии художественного творчества. Автор статей, посвящённых Ивану Гайдаенко, Олесю Гончару, Ивану Драчу, Виталию Логвиненко, Борису Нечерде, Максиму Рыльскому, Павлу Тычине и другим.

### Избранные публикации
- Тарас Григорович Шевченко: Біографія. К., 1960; 1963 (в соавторстве);
- Літературно-художній тип i його прототипи. К., 1962;
- Орбіти художнього слова: Творча культура письменника. О., 1969;
- Теорія літератури: Підручник. К., 1975 (в соавторстве);
- Від життя до художнього твору. К., 1979;
- Творче мислення письменника. К., 1982;
- Світ художньої літератури. К., 1987.

## Награды
- Орден Красной Звезды;
- Медаль «За взятие Берлина»;
- Медаль «За победу над Германией в Великой Отечественной войне 1941—1945 гг.».